# چشم‌سفید پرینسیپ
چشم‌سفید پرینسیپ (نام علمی: Speirops leucophoeus) نام یک گونه از تیره چشم‌سفید است.